# جيمبي جيمبي
الجيمبي جيمبي (الاسم العلمي:Dendrocnide moroides) نبتة من فصيلة القراصية، تنتشر في مناطق الغابات المطيرة في شمال شرق أستراليا. توجد أيضًا في إندونيسيا. يحتوي على أهداب لاسعة تغطي النبات بالكامل وتنقل سمًا عصبيًا قويًا عند لمسها بواسطة البصيلة الصغيرة الموجودة على طرف الأهداب اللاسعة والتي تنكسر كي تخترق الجلد وتحقن السم. تعتبر هذه النبتة من أكثر أنواع النباتات الأسترالية سمية. غير أن ثمارها تكون صالحة للأكل إذا تم إزالة الأهداب اللاسعة التي تغطيها. 
يعتبر هذا النبات من اوائل المستعمرين في الغابات المطيرة. والبذرة لا تنبت الا في ضوء الشمس الكامل. وعلي الرغم من انها متنشرة نسبيا في ولاية كوينزلاند الا انها نادرة في مناطق الجنوب. وتعتبر من الفصائل المهددة بالانقراض في نيو ساوث ويلز.

## السمية
لمس الاوراق المغطاة بالشعيرات يعرض الجلد للإختراق بواسطة الشعيرت السامة. واللدغة تكون مؤلمة للغاية ومن الممكن أن يستمر الالم لايام أو لعدة شهور. تغطي المنطقة المصابة ببقع حمراء صغيرة تتشكل مع بعضها فيما بعد لتكون كتله حمراء منتفخة. والسم يكون قاتلا للبشر والخيول والحيوانات الكبيرة وعلى الرغم من ذلك فانها لاتؤثر على الطيور ولا الحشرات المتغذية علي النباتات.
تم عزل مركب يحتوي على رابطة غير معتادة بين الكربون والنيتروجين ما بين التريبتوفان والهيستامين وهو السبب في استمرار الالم لفترة أطول في الجسم.

## العلاج
تعرض المنطقة المصابة لحامض الهيدروكلوريك المخفف 1 :10 ومن ثم ازاله الشعر عن طريق الشمع المستخدم في ذلك.